# Capriati a Volturno
Capriati a Volturno je italská obec v provincii Caserta v oblasti Kampánie.
V roce 2010 zde žilo 1 661 obyvatel.

## Sousední obce
Ciorlano, Fontegreca, Gallo Matese, Monteroduni (IS), Pozzilli (IS), Venafro (IS)